# Ломбардоре
Ломбардоре (итал. Lombardore) је насеље у Италији у округу Торино, региону Пијемонт.
Према процени из 2011. у насељу је живело 1308 становника. Насеље се налази на надморској висини од 267 м.

## Становништво
Према резултатима пописа становништва 2011. у општини је живело 1.706 становника.
| 1936. | 1951. | 1961. | 1971. | 1981. | 1991. | 2001. | 2011. |
| ----- | ----- | ----- | ----- | ----- | ----- | ----- | ----- |
| 914   | 889   | 852   | 1.032 | 1.370 | 1.431 | 1.511 | 1.706 |

## Партнерски градови
- Casca